# ذهن ناهشیار
ذهن ناهوشیار (به انگلیسی: Unconscious)، دربرگیرندهٔ پدیده‌های روانی و فرایندهای خواب و رؤیا و بازیافتن داده‌ها یا یادمان‌های به شیوهٔ تکانشی (ناآگاهانه) یا بر اثر رویارویی‌هایی بیرونی است که شناسایی، دریافت‌نشده و بیرون از گسترهٔ آگاهی آدمی هستند. (ناخودآگاه به نوعی دارای شخصیت مستقل از شرایط حاکم بر جهان و جسم می‌باشد و سعی درکنترل شخصیتها دارد) ناخودآگاه، انباری است پر از تمایل‌ها، آرزوها و خاطرات خارج از دسترس که بر اندیشه‌ها و اعمال تأثیر دارند. این اصطلاح اولین بار توسط فردریش شلینگ فیلسوف رمانتیک آلمانی قرن هجدهم ابداع شد و بعدها توسط شاعر و مقاله‌نویس ساموئل تیلور کولریج به انگلیسی معرفی شد. فروید نخستین کسی نبود که عوامل اثرگذار ذهنی را پیدا و کشف کرد، شکسپیر نیز در نمایشنامه‌های خویش، آن‌ها را عنوان می‌کرد؛ ولی کاری که فروید کرد این بود که برای عوامل اثرگذار ذهنی در زندگی روزمرهٔ انسان، اهمیت بسیاری قائل شد.
مفهوم ناهشیار (The unconscious) از مبانی نظریه روان‌کاوی است. هر چند فروید «کاشف» ناهشیار نبود، نخستین کسی بود که در قالب کاوشی نظام مند، تأثیر آن را در حیات ذهنی بهنجار و نابهنجار آدمی بررسی کرد. در روان‌کاوی معاصر، ناهشیار واجد چهار معنای عمده است.

## ناهشیار به منزلهٔ «شیء فی نفسه»
فروید در وهلهٔ نخست ناهشیار را جزئی از «دستگاه روان» می‌دانست، نوعی مفهوم کانتی که مستقیماً ادراک پذیر نیست، اما به واسطهٔ آن می‌توان تبیینی علّی از پدیده‌های روانی غیرعقلانی مانند رؤیا، عارضه‌های نوروتیک و لغزش‌های زبانی به دست داد. او این فرض را پیش کشید که خاطرات، خیالات، آرزوها، افکار و ایده‌های ناپذیرفتنی و نامطلوب، و نیز وجوهی از رویدادهای دردناک به همراه هیجان‌های همایند با آن‌ها، از طریق سرکوبی به ناهشیار رانده می‌شوند.
فروید در پروژه منتشر نشده‌اش ابراز امید می‌کند به شرحی نوروبیولوژیک از عملکرد ناهشیار دست یابد که اساس جریان پیوند و تخلیهٔ انرژی روانی، یا لیبیدو باشد. هر چند این مدل «هیدرولیک» عمدتاً کنار گذاشته شد، نوروسایکولوژی جدید، در قالب پدیده‌هایی مانند ادراک زیرآستانه‌ای و «پردازش پیش هشیار» این واقعیت را تأیید کرده‌است که بسیاری از جنبه‌های حیات ذهنی که برای بقاء ضروری است، خارج از حیطهٔ آگاهی روی می‌دهد.

## ناهشیار به منزلهٔ «خزانه معانی نهفته»
هم جهت با دوره روان کاوی معاصر از مکانیزم و گرایش به معنا، «ناهشیار» نیز به استعاره‌ای بدل شد برای توصیف معانی عاطفی که از دسترس آگاهی بیمار به دورند و در رابطهٔ او با روان‌کاو ظاهر می‌شوند. به این معنا «ناهشیار» نه یک اسم، که صفت است: تعبیر «فرایندهای ناهشیار» جایگزین «ناهشیار» می‌شود. بدین ترتیب، روان‌کاوی با مفهوم «پست مدرنِ» چندمعنایی که از مشخصه‌های هر «متن» یا پدیدهٔ فرهنگی است پیوند می‌یابد. وظیفهٔ روان‌کاو، به جای کالبدشناسیِ دستگاه روان، همکاری با بیمار در کاوشِ این معانیِ نهفته‌است.

## راز و رمز ناهشیار
کارل گوستاو یونگ (۱۹۳۴) بر وجه ناملموس و شبه اسرارآمیز ناهشیار تأکید داشت. او مشخصاً به جنبه‌های مذهبی و معنوی تجارب آدمی علاقه‌مند بود. یونگ مفهوم ناهشیار جمعی را ابداع کرد و آن را ذاتیِ آدمیان و در میانِ آن‌ها مشترک می‌دانست و بر آن بود که نسبت به ناهشیارِ شخصی توصیف شده از جانب فروید، در لایهٔ عمیق‌تری از ذهن آدمی وجود دارد. او دیدگاه خود را بر این یافته بنا کرده بود که باورها، نمادها و اسطوره شناسیِ مذاهب و فرهنگ‌های بسیار متفاوت در طی اعصار و در نقاط مختلف جهان، وجوه مشترک بسیاری دارند.

## ناهشیار گذشته و ناهشیار حال
سندلر و سندلر (۱۹۸۴) میان «ناهشیار گذشته» و «ناهشیار حال» تمایزی قائل شده‌اند که به لحاظ بالینی سودمند است. ناهشیار گذشتهٔ فردِ بزرگسال «کودک درون» اوست، که بدون تغییر باقی مانده‌است و تأثیر بسیاری در تعیین پاسخ‌ها، آرزوها و نیازهای فرد بزرگسال دارد. چنان‌که گویی دوران کودکی همچنان ادامه دارد. از سوی دیگر، ناهشیارِ حال، که بی شباهت به مفهوم پیش هشیار نیست از طریق به‌کارگیری مکانیزم‌های دفاعی، در ناهشیار گذشته دخل و تصرف می‌کند و از این رهگذر به خیال‌پردازی‌های ناهشیار گذشته مجال بروز می‌دهد، البته در قالبی تضعیف (و تحریف) شده. سندلرها بر این باورند که روانکاو، در فرایند درمان، باید همواره از ناهشیار حال به ناهشیار گذشته گذر کند و پیش از اقدام به بازسازی رویدادهای آسیب‌زای گذشته بر تعامل روان‌کاوانه در این‌جا و اکنون متمرکز شود.

## نظریه فروید

برای توضیح دادن ساختار ذهن از یک کوه یخی استفاده می‌شود.

مفهوم ناهشیار از قسمت‌های اصلی نظریهٔ فروید بود. با اینکه شعرا و اندیشمندان از زمان‌های بسیار قبل از وجود ناهشیار باخبر بودند، این فروید بود که به ناهشیار در محدودهٔ علم روان‌شناسی رسمیت بخشید. فروید مشخصا بیان می‌دارد که مفهوم ناهشیار بدان معنا که او در ابتدا آن را مشخص کرد، بر پایهٔ نظریهٔ سرکوب قرار دارد. او یک چرخه را در نظر گرفت که در آن ایده‌ها سرکوب می‌شوند، ولی در ذهن باقی می‌مانند، از من هشیار حذف می‌شوند ولی همچنان فعال باقی می‌مانند و تحت شرایط خاصی مجدداً به من آگاه بازمی‌گردند. این نظریه بر اساس مطالعهٔ موارد بیماری هیستریا انجام شد که معلوم کرد که بیماران از خود رفتاری بروز می‌دهند که نمی‌توان آنها را به هیچ وجه توجیه کرد بدون آنکه به ایده یا فکری که بیمار از آن کاملاً ناگاه است رجوع داد. و روانکاوی بیماران متعاقباً نشان داد که این افکار به سناریوهای جنسی سرکوب شده (واقعی یا تصوری) دوران کودکی آنها بازمی‌گردد. در بازبینی‌های آتی فروید از مقولهٔ سرکوب، در مقالهٔ سال ۱۹۱۵ او تحت عنوان سرکوب، فروید تفاوت سرکوب اولیه را که به تابوی جهانگیر میل جنسی به افراد خانواده بازمی‌گردد (که از بدو تولد به همراه دارد) و سرکوبی (پس از دریغ‌شدن) که ناشی از اتفاقات زندگی فرد است (که در طی شکل‌گیری ایگو رخ می‌دهد) که در آن چیزی که در ابتدا هشیار بود از هشیاری پس‌زده می‌شود.
در طی توسعه و اصلاح نظریهٔ فرایند ذهنی ناهشیار که فروید در مقالهٔ سال ۱۹۱۵ خود تحت عنوان «ناهشیار» نوشته بود، فروید به موضوع از سه دیدگاه نگاه می‌کند: پویا، مکان‌نگاری و اقتصادی.
دیدگاه پویا تشکیل شدن ناهشیار را ابتدا به واسطهٔ سرکوب و سپس طی فرایند «سانسور شدن» (که افکار ناخواسته و افکار اضطراب‌زا را به ناهشیار می‌فرستد) بررسی می‌کند.
دیدگاه اقتصادی تمرکز بر مسیر به وجود آمدن محتوای سرکوب شده «باقی‌مانده‌های انگیزش‌های جنسی» هنگامی که تحت تغییرهای پیچیده قرار می‌گیرند و تبدیل به نشانگان بیماری یا به افکار ناهشیار طبیعی مانند رؤیاها یا از زبان پریدن‌ها تبدیل می‌شوند. اینها موضوعاتی بودند که فروید مشروح آنها را در کتاب‌های تعبیر رؤیاها و آسیب‌شناسی روانی زندگی روزمرهٔ خود کاوش کرد.
هنگامی که هر دوی دیدگاه‌های فوق در مورد ناهشیار در حالی که قرار است وارد هشیاری شود تمرکز می‌کند، دیدگاه مکان‌نگاری تغییر دیدی ارائه می‌دهد که در آن خاصیت‌های نظام ناهشیار و فرآیندهای خاص خودش و شیوه‌های عملکردی‌اش مانند شماتت و سر دیگری خالی کردن بروز بیشتری دارد.
این «اولین مکان‌نگاری» یک مدل ساختار روانی ارائه می‌دهد که از سه نظام (سیستم) تشکیل می‌شود:
- سیستم ناهشیار - فرایند اولیه ذهنی که با اصل لذت اداره می‌شود که با خصوصیاتی از جمله استثنا از تضاد متقابل و، .... تحرک‌پذیری مایه‌یابی، بی‌زمانی و جایگزینی شیء خارجی توسط واقعیت روانی اداره می‌شود.
- سیستم پیش‌آگاه - که در آن شیء یا نمود ناخودآگاه فرایند اولیه توسط فرایند ثانویه زبان (و نمودهای واژگان) محدود می‌شود که یک پیش‌زمینه است که بتواند وارد هشیاری شود.
- سیستم هشیاری - افکار آگاه که با اصل واقعیت اداره می‌شود.

در اثر پسین خود «ایگو و اید (۱۹۲۳)» یک مکان‌شناسی ثانویه ارائه می‌شود که از سه بخش اید، ایگو و سوپر ایگو تشکیل می‌شود که روی مکان‌شناسی اولیه قرار می‌گیرد بدون آنکه جایگزین آن شود. در این طبقه‌بندی اخیر از ناهشیار، اید از یک مخزن غرایز و تمایلات تشکیل می‌شود که قسمتی از آن موروثی و فطری است و قسمتی دیگر سرکوب شده یا اکتسابی است. بدین سبب از دید اقتصادی اید منبع اصلی انرژی روانی و از دیدگاه پویا با ایگو و سوپرایگو در تضاد است که از دیدگاه ژنتیکی خود از محصولات اید هستند.

### کوه یخ
معمولاً از تصویر کوه یخی شناور در آب برای توضیح نظریهٔ فروید استفاده می‌شود. قسمتی از کوه یخ که بیرون از آب قرار دارد، نشان دهندهٔ بخش هشیار ذهن است. بخش دیگری از این کوه یخ که در آب شناور است اما هنوز قابل مشاهده است، بخش نیمه هشیار ذهن است. قسمت عمدهٔ کوه یخ که زیر آب قرار می‌گیرد و قابل دیدن نیست، ناهشیار افراد را نشان می‌دهد. این تشبیه نشان می‌دهد که از نظر فروید بیشتر ذهن را قسمت ناهشیار تشکیل می‌دهد و تنها بخش کوچکی از آن هشیار است.

## الگوهای کاربرد
ذهن ناهوشیار دارای سه الگوی کاربرد قابل تمیز به صورت‌های صفت و اسم است. دومین آن‌ها گسترده و غیر نظریه‌ای است. و سومین آن‌ها با دیدگاه خاصی در مورد نظریه‌های مربوط به شرایط انسان ارتباط دارد. اما هر سه این‌ها به نحوی به یک مفهوم کلی اشاره دارند و آن حالتی ذهنی است مبنی بر فقدان هوشیاری. به عبارت دیگر:
۱.(الف). اسم. حالتی که نشانه آن ناآگاهی و ناهشیاری است. ۱.(ب). صفت. مشخصه کسی که در چنین حالتی است. این معانی در متون فنی کم و بیش همان است که در زبان روزمره، یعنی به آن قطب پیوستار انگیختگی اشاره دارند که نشانه‌اش اغما، بیهوشی، خواب عمیق یا بی‌هوشی عمومی است.
۲.(الف). اسم. حالتی که نشانه‌اش فقدان آگاهی از فرایندهای جاری درونی است. ۲.(ب). صفت. به آن دسته از فرایندهای درونی گفته می‌شود که به نحوی نامحسوس و غیر هوشیارانه جریان دارند. این دو معنا اگر چه تمامی فرایندهایی را که خارج از آگاهی آدمی روی می‌دهد در برمی‌گیرند، با این حال معمولاً به فرایندهای شناختی، هیجانی یا انگیزش اشاره دارند. فرایندهای فیزیولوژیکی بیشتر بدون آگاهی تشخیص صورت می‌گیرند، اما به ندرت از سوی کاربران به معنای این اصطلاح به کار می‌رود.
۳.(الف). در روان‌شناسیهای ژرف‌نگر، به ویژه در روانکاوی، بر حوزه‌ای از روان گفته می‌شود که کارکردهای سرکوب شده نهاد، امیال و تکانه‌های ابتدایی، خاطرات، تصاویر ذهنی و آرزوهایی که بسیار اضطراب انگیزتر از آن هستند که بتوان آن‌ها را به هوشیاری راه داد. ۳.(ب). صفت. مشخصه همین تصاویر ذهنی، خاطرات و امیال سرکوب شده اولیه. توجه کنیم که فرض بر آن است که ناهوشیار (در معنای ۳ الف). دارای دو نوع ماهیت روانی است. ۱-یکی چیزهایی که قبلاً در هوشیاری بوده‌اند، اما از هوشیاری بیرون رانده شده‌اند، ۲-و دیگری چیزهایی که هرگز در هوشیاری نبوده‌اند.
«ناخودآگاه مثل کودکی است که اصل استفاده از حداقل انرژی را که در فیزیولوژی مطرح است محقق می‌سازد؛ یعنی کارهای تکراری از ضمیر ملتفت (به کسر فاء) به ضمیر غیر ملتفت (به فتح فاء) منتقل می‌شود؛ لذا می‌بینید اول کار رانندگی سخت است ولی بعدها ضمیر ناخودآگاه عنان کارهای روتین را به عهده می‌گیرد و ذهن آزاد می‌شود برای کارهای مهم‌تر و هراز گاهی التفات به کار روتین و تصحیحات آن، لذا در انرژی صرفه جویی می‌شود. و حتی نماز عادتی، بدون توجه خاصی با مدیریت داخلی ضمیر ناخودآگاه اداره و خوانده می‌شود و شما در آخر متوجه می‌شوی که نماز تمام شده‌است. مانند سوییچ اتومات در هواپیما که خلبان یا ضمیر خودآگاه را آزاد می‌کند. گویند اعصاب سمپاتیک و پاراسمپاتیک تحت مدیریت این ضمیرند.
ضمیر ناخودآگاه از زمان زیگموند فروید خیلی تئوریزه و باب شد و در بسیار موارد این تئوری به سوالات خوب جواب می‌دهد. هیپنوز با همین ضمیر سروکار دارد. این ضمیر مثل کودکی کارگر ساده است. اگر بگویید خسته نباشید نباشیدش را درک نمی‌کند، خسته را تحلیل می‌کند. در فیلم‌ها از همین طریق با فریم‌های مخفی دستورها و اطلاعاتی را که کمابیش مؤثر است به این ضمیر مخابره می‌کنند. در تبلیغات روی همین ضمیر هم کار می‌کنند. این ضمیر در شب یا غیر آن به تحلیل مسایل روز می‌پردازد تا مسایل منظم و مرتب و تا حد امکانش حل شوند؛ لذا می‌بینید مسائلی که دیروز فهم و حل نمی‌شدند فردا و بعد از خواب بهتر فهم و حل و هضم می‌شوند. می‌توان از این ضمیر نظرش را در خصوص مسائل مختلف جویا شد با روش وزنه و ریسمان و …. البته این بدان معنا نیست که این ضمیر معصوم است و همواره نظرات عالی می‌دهد. ضمیر ناخودآگاه مثل کودکی کارگر و حرف گوش کن است که کارهای تکراری را مدیریت نموده و بار ضمیر ملتفت (به کسر فاء) را کاهش می‌دهد.
ناخودآگاه مخزن احساسات، افکار، تمایلات و خاطراتی است که خارج از آگاهی هشیار ما قرار دارند. بیشتر محتویات ذهن ناهشیار ما غیرقابل پذیرش و ناخوشایند هستند، مثل احساس درد، اضطراب یا تعارض. به عقیده فروید، ذهن ناهشیار بر اثر گذاریش بر روی رفتار ما ادامه می‌دهد، هر چند ما از این تأثیرات نهفته و ناآشکار، آگاهی نداریم.